# Longuerue
Longuerue és un municipi francès situat al departament del Sena Marítim i a la regió de Normandia. L'any 2007 tenia 303 habitants.

## Demografia

### Població
El 2007 la població de fet de Longuerue era de 303 persones. Hi havia 110 famílies de les quals 20 eren unipersonals (4 homes vivint sols i 16 dones vivint soles), 41 parelles sense fills, 45 parelles amb fills i 4 famílies monoparentals amb fills.
La població ha evolucionat segons el següent gràfic:
Habitants censats

### Habitatges
El 2007 hi havia 120 habitatges, 115 eren l'habitatge principal de la família, 3 eren segones residències i 2 estaven desocupats. 117 eren cases i 1 era un apartament. Dels 115 habitatges principals, 92 estaven ocupats pels seus propietaris, 19 estaven llogats i ocupats pels llogaters i 3 estaven cedits a títol gratuït; 2 tenien dues cambres, 7 en tenien tres, 26 en tenien quatre i 79 en tenien cinc o més. 101 habitatges disposaven pel capbaix d'una plaça de pàrquing. A 47 habitatges hi havia un automòbil i a 65 n'hi havia dos o més.

### Piràmide de població
La piràmide de població per edats i sexe el 2009 era:
| Homes | Edats   | Dones |
| ----- | ------- | ----- |
| 0     | 95 o +  | 0     |
| 0     | 90 a 94 | 0     |
| 4     | 85 a 89 | 4     |
| 0     | 80 a 84 | 4     |
| 4     | 75 a 79 | 8     |
| 0     | 70 a 74 | 4     |
| 12    | 65 a 69 | 0     |
| 0     | 60 a 64 | 4     |
| 8     | 55 a 59 | 20    |
| 8     | 50 a 54 | 4     |
| 8     | 45 a 49 | 4     |
| 20    | 40 a 44 | 16    |
| 16    | 35 a 39 | 16    |
| 20    | 30 a 34 | 8     |
| 8     | 25 a 29 | 8     |
| 4     | 20 a 24 | 4     |
| 20    | 15 a 19 | 4     |
| 4     | 10 a 14 | 8     |
| 8     | 5 a 9   | 24    |
| 0     | 0 a 4   | 0     |

## Economia
El 2007 la població en edat de treballar era de 207 persones, 156 eren actives i 51 eren inactives. De les 156 persones actives 148 estaven ocupades (76 homes i 72 dones) i 8 estaven aturades (4 homes i 4 dones). De les 51 persones inactives 16 estaven jubilades, 13 estaven estudiant i 22 estaven classificades com a «altres inactius».

### Ingressos
El 2009 a Longuerue hi havia 116 unitats fiscals que integraven 301,5 persones, la mediana anual d'ingressos fiscals per persona era de 22.055 €.

### Activitats econòmiques
Dels 6 establiments que hi havia el 2007, 1 era d'una empresa de comerç i reparació d'automòbils, 1 d'una empresa financera, 1 d'una empresa immobiliària, 1 d'una empresa de serveis, 1 d'una entitat de l'administració pública i 1 d'una empresa classificada com a «altres activitats de serveis».
L'únic establiment comercial que hi havia el 2009 era una carnisseria.
L'any 2000 a Longuerue hi havia 10 explotacions agrícoles que ocupaven un total de 518 hectàrees.

## Equipaments sanitaris i escolars
El 2009 hi havia una escola elemental integrada dins d'un grup escolar amb les comunes properes formant una escola dispersa.

## Poblacions més properes
El següent diagrama mostra les poblacions més properes.